# Kristnes
Kristnes – miejscowość w północnej Islandii, nad rzeką Eyjafjarðará, u stóp najwyższego w tej części wyspy masywu górskiego Kerling (1536 m n.p.m.). Położona około 2 km na północ od Hrafnagil i około 10 km od centrum Akureyri, głównego miasta na północy Islandii. Wchodzi w skład gminy Eyjafjarðarsveit, w regionie Norðurland eystra. Przebiega przez nią droga nr 821. Na początku 2018 roku zamieszkiwało ją 52 osoby.
Na zachód od miejscowości rośnie niewielki las Kristnesskógur, który zaliczany jest do islandzkich lasów narodowych. Został on posadzony jako obszar rekreacji dla pacjentów sanatorium przeciwgruźliczego działającego w Kristnes (obecnie placówka lecznicza z oddziałami rehabilitacyjnym i geriatrycznym). Przez las biegnie 300 m ścieżka stworzona do celów rehabilitacyjnych.